# Francisco Borrero y Limón
Francisco Borrero y Limón (Cartaya, España; 25 de febrero de 1840-Madrid, 21 de febrero de 1908) también conocido simplemente como General Borrero fue un militar español.

## Trayectoria
Nacido en la localidad onubense de Cartaya el 25 de febrero de 1840, combatió en la guerra del Pacífico. Tomó parte activa de la Saguntada en 1874, pronunciamiento que supuso la Restauración Borbónica y el fin de la Primera República Española. En noviembre de 1880 fue enviado a Cuba, y, en mayo de 1881 fue nombrado comandante general de Vuelta Abajo y gobernador civil de la provincia de Pinar del Río.

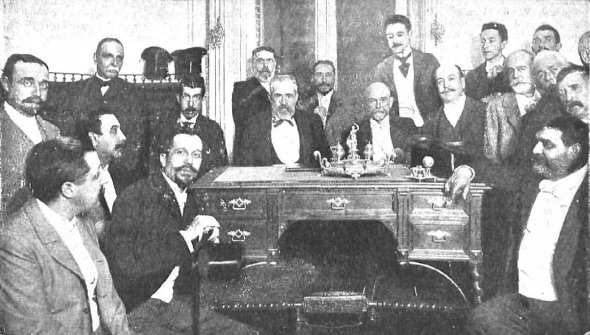
El general Borrero, junto a su amigo Romero Robledo en el día de la inauguración del Nuevo Círculo Romerista (1900).

En julio de 1882 regresó a la península y fue rápidamente destinado a Filipinas, donde fue nombrado gobernador político militar interino de Mindanao en marzo de 1884, y gobernador político militar de la provincia de Cavite en febrero de 1885. En relación con la crisis de Filipinas, Borrero afirmó que «con cada reforma debe mandarse un batallón peninsular: allí no hay más que dos sistemas: o la fuerza moral o la fuerza material». En marzo de 1887 presentó la dimisión de sus cargos y retornó de nuevo a la península, donde fue promocionado a mariscal de campo. Con el tiempo desarrolló una profunda animadversión hacia el general Martínez Campos, su «enemigo personal». Según un artículo de Le Figaro hacia 1892 Cánovas y Borrero habrían tejido una conspiración en contra de la regente María Cristina. Electo senador por Cuenca en 1896, no llegó a jurar tras ser arrestado al ser sorprendido en un duelo con Martínez Campos.
Residente en el número 8 de la madrileña calle del Conde de Aranda, Borrero —que padecía cáncer de estómago— se suicidó en su domicilio el sábado 21 de marzo de 1908. Fue enterrado en el cementerio de San Justo a las seis de la tarde del 22 de marzo.